# Liste des pays et régions ayant le néerlandais pour langue officielle
Le néerlandais est la langue officielle de plusieurs pays indépendants, ainsi que de territoires autonomes divers. C'est la langue officielle du royaume des Pays-Bas et de ses pays constitutifs, une des langues officielles de la Belgique ainsi que du Suriname. C'est également une des vingt-quatre langues officielles de l'Union européenne, une des langues officielles de l'Union des nations sud-américaines, de la Communauté caribéenne ainsi que la langue officielle du Benelux avec le français.

## États
| Pays                   | Population (2020) | Locuteurs         | Locuteurs        | Statut                                                      |
| Pays                   | Population (2020) | L1                | L2               | Statut                                                      |
| ---------------------- | ----------------- | ----------------- | ---------------- | ----------------------------------------------------------- |
| Royaume de Belgique    | ≈ 11 470 000      | 6 215 000 (55 %)  | 1 469 000 (13 %) | Langue co-officielle de jure avec le français et l'allemand |
| Royaume des Pays-Bas   | ≈ 17 200 000      | 15 449 000 (90 %) | 687 000 (4 %)    | Langue officielle                                           |
| République du Suriname | ≈ 575 000         | 325 000 (60 %)    | 215 000 (40 %)   | Langue officielle                                           |

Le néerlandais est la langue officielle du royaume des Pays-Bas.
Au niveau fédéral, le néerlandais est une des trois langues officielles de la Belgique, aux côtés du français et de l'allemand,. C'est également la langue officielle du Suriname,.

## Subdivisions et États multilingues

### En Belgique
| Région                       | Région                       | Statut de la région | Staut de la langue |
| ---------------------------- | ---------------------------- | --- | --- |
| Région flamande              | Région flamande              | Région | Le néerlandais est la seule langue officielle. Dans douze communes, des services gouvernementaux limités sont aussi disponibles en français.                                                      |
| Région de Bruxelles-Capitale | Région de Bruxelles-Capitale | Région | Le néerlandais et le français sont co-officiels. |
| Wallonie                     | Wallonie                     | Région | Le français et l'allemand sont les seules langues officielles selon la région. Dans quatre communes, des services gouvernementaux limités sont aussi disponibles en néerlandais. (Voir ci-après.) |
|                              | Comines-Warneton             | commune | Le français est la seule langue officielle, mais des services gouvernementaux limités sont aussi disponibles en néerlandais.                                                                      |
| Enghien                      | commune                      | Le français est la seule langue officielle, mais des services gouvernementaux limités sont aussi disponibles en néerlandais. | |
| Flobecq                      | commune                      | Le français est la seule langue officielle, mais des services gouvernementaux limités sont aussi disponibles en néerlandais. | |
| Mouscron                     | commune                      | Le français est la seule langue officielle, mais des services gouvernementaux limités sont aussi disponibles en néerlandais. | |

Au niveau des Communautés, le néerlandais est la langue officielle de la Communauté flamande. Au niveau des Régions, c'est la langue officielle de la Région flamande et une des deux langues officielles de la Région de Bruxelles-Capitale avec le français.

### Aux Pays-Bas
| Région             | Région         | Statut de la région | Statut de la langue                                             |
| ------------------ | -------------- | ------------------- | --------------------------------------------------------------- |
| Aruba              | Aruba          | Pays constitutif    | Co-officielle avec le papiamento                                |
| Curaçao            | Curaçao        | Pays constitutif    | Co-officielle avec le papiamento et l'anglais                   |
| Pays-Bas           | Pays-Bas       | Pays constitutif    | Seule langue officielle sauf en Frise et aux Pays-Bas caribéens |
|                    | Frise          | Province            | Co-officielle avec le frison occidental                         |
| Pays-Bas caribéens | Bonaire        | Commune             | Co-officielle avec le papiamento                                |
| Pays-Bas caribéens | Saba           | Commune             | Co-officielle avec l'anglais                                    |
| Pays-Bas caribéens | Saint-Eustache | Commune             | Co-officielle avec l'anglais                                    |
| Saint-Martin       | Saint-Martin   | Pays constitutif    | Co-officielle avec l'anglais                                    |

Le royaume des Pays-Bas se compose de quatre pays constitutifs. Le néerlandais est officiel ou co-officiel dans les quatre :
- à Aruba, les langues officielles sont le papiamento et le néerlandais[9] ;
- à Curaçao, les langues officielles sont le papiamento, l'anglais et le néerlandais[10] ;
- aux Pays-Bas (en tant que pays constitutif), le néerlandais est la seule langue officielle[5] sauf :
  - dans la province de Frise où il est co-officiel avec le frison occidental[5] ;
  - à Bonaire[11], où le papiamento est reconnu comme langue co-officielle ;
  - à Saba et à Saint-Eustache où l'anglais est reconnu comme langue co-officielle[11].
- à Saint-Martin, les deux langues officielles sont l'anglais et le néerlandais[12].

## Institutions internationales
Le néerlandais est une des langues officielles de plusieurs institutions et organisations internationales : le Benelux, la Communauté caribéenne, l'Union des nations sud-américaines, l'Union de la langue néerlandaise et de l'Union européenne.
| Institution                       | Langues officielles                         |
| --------------------------------- | ------------------------------------------- |
| Benelux                           | Français et néerlandais                     |
| Communauté caribéenne             | Anglais, espagnol, français et néerlandais  |
| Union des nations sud-américaines | Anglais, espagnol, néerlandais et portugais |
| Union de la langue néerlandaise   | Néerlandais                                 |
| Union européenne                  | 24 langues officielles                      |